# Nachführung
Nachführung ist das Verfolgen eines bewegten Objektes mit einer Apparatur oder einem Messgerät zur Steigerung der Effizienz oder Genauigkeit.
- Bei Photovoltaikanlagen (PV Tracking) und Sonnenkollektoren, welche Sonnenstrahlung einfangen und daraus elektrische Energie bzw. Heizwärme erzeugen, können die Module bzw. die Kollektoren ein- oder zweiachsig dem Sonnenstand nachgeführt werden, um die Ausbeute zu vergrößern. Siehe Nachführung (Solartechnik).
- In der Astronomie werden Fernrohre dem Stand von Himmelskörpern am Himmel nachgeführt (siehe Montierung). Bei der Messung von Sterndurchgängen wird die Verfolgung des Sternes mit einem beweglichen Messfaden, einem Registriermikrometer, durchgeführt.
- In der Geodäsie folgt man den Bewegungen einer Messlatte, eines Reflektors oder einer Ballonsonde mit einem Laser-Tachymeter oder einem Funkmessgerät. Die Verfolgung der Umlaufbahn eines Erdsatelliten kann mit einem Kinetheodolit – einem für solche Fälle entwickelten Theodolit – erfolgen.
  - Besonders anspruchsvoll ist die Nachführung von Laserteleskopen  beim Satellite Laser Ranging, wo der enge Laserstrahl genau auf dem mehrere Kilometer pro Sekunde schnellen Satelliten bleiben muss.
- In der Messtechnik wird die Verfolgung von bewegten Objekten im Bereich des Tracking behandelt. Den genannten praktischen Beispielen von Nachführung (siehe Beispiele für Tracking-Algorithmen) liegen meist technische Umsetzungen durch Tracking-Technologien zugrunde.
- Nachführung, oder englisch Tracking, wird in der Nachrichtentechnik für die Synchronisation auf das Signal mit Spreizcode und zur späteren Auswertung angewendet.